# Цап та Баран (мультфільм)
«Цап та Баран» — український ляльковий мультфільм 1994 року студії «Укранімафільм», режисер - Валентина Костилєва.

## Сюжет
Жарт за мотивами української народної казки. Народна мудрість свідчить про те, що ні козел, ні баран не вирізняються особливою кмітливістю. Мультфільм створений на основі фольклорних українських оповідей. Про рогату парочку, яка проявляє не аби яку кмітливість заради того, аби вижити в складній життєвій ситуації.

## Над фільмом працювали:
- Євген Назаренко (сценарист);
- Валентина Костилєва (режисер);
- Ганна Лапа (художник-постановник);
- Олег Ківа (у титрах О. Кива) (композитор);
- Олександр Костюченко (оператор);
- Ігор Погон (звукооператор);
- Жан Таран, Елеонора Лисицька (мультиплікатори);
- Анатолій Радченко, Вадим Гахун, Оксана Карпус, В. Яковенко, Г. Широков, В. Зікеєв, І. Киреєв, О. Даценко, Ольга Фоменко (художники);
- Г. Свєчніков, Олександр Ніколаєнко, (асистенти);
- О. Деряжна (режисер монтажу);
- Світлана Куценко (редактор);
- В. Руденко (директор фільму).